# Classics (álbum de Aphex Twin)
Classics es un álbum recopilatorio de música electrónica creada por Richard D. James, más conocido como Aphex Twin (quien aparece aquí como The Aphex Twin). El álbum fue publicado en diciembre de 1994.

## Lista de canciones
Todas las canciones compuestas por Richard D. James excepto cuando se señale lo contrario
1. "Digeridoo" – 7:11
2. "Flaphead" – 7:00
3. "Phloam" – 5:33
4. "Isopropanol" – 6:23
5. "Polynomial-C" – 4:46
6. "Tamphex (Hedphuq Mix)" – 6:31
7. "Phlange Phace" – 5:22
8. "Dodeccaheedron" – 6:08
9. "Analogue Bubblebath 1" – 4:46
10. "Metapharstic" – 4:33
11. "Mescalinum United - We Have Arrived (Aphex Twin QQT Mix)" (Arcadipane, James, Mover) – 4:23
12. "Mescalinum United - We Have Arrived (Aphex Twin TTQ Mix)" (Arcadipane, Mescalinum United, Mover) – 5:06
13. "Digeridoo (Live in Cornwall, 1990)" (Richard D. James/Mescalinum United/Mover) – 6:21

## Personal
- Aphex Twin – Sintetizador, producción
- Richard D. James – Producción
- The Mover – Producción

## Listas de éxitos
| Lista de éxitos (1995) | Máxima posición |
| ---------------------- | --------------- |
| UK Albums Chart        | 24              |